# كينيث كارترايت باتي
كينيث كارترايت باتي (بالإنجليزية: Kenneth Cartwright Patty)‏ هو محامي أمريكي، ولد في 2 ديسمبر 1891 في باروتسفيل في الولايات المتحدة، وتوفي في 27 مارس 1967 في ريتشموند في الولايات المتحدة.